# Bochen II
Bochen II (Bochan, Bochen-Chmieliński) – kaszubski herb szlachecki. Ze względu na specyficzną historię regionu, mimo przynależności do Rzeczypospolitej, rodzina i herb nie zostały odnotowane przez polskich heraldyków.

## Opis herbu
Opis z wykorzystaniem zasad blazonowania, zaproponowanych przez Alfreda Znamierowskiego:
W polu błękitnym pół ryby barwy naturalnej, nad którą gwiazda złota.
Labry błękitne, podbite srebrem.

## Najwcześniejsze wzmianki
Wzmiankowany tylko ustnie w Die Polnischen Stamwappen Żernickiego. Rekonstrukcji dokonał Przemysław Pragert.

## Rodzina Bochen-Chmieliński
Wedle Żernickiego, herbu tego miała używać gałąź rodu Bochen, herbu Bochen, która przybrała nazwisko Chmieliński od posiadanej wioski, Chmieleniec. Wzmiankowana od XVIII wieku. Jednakże Przemysław Pragert ujawnił pieczęć z 1734 roku Jana Chmielińskiego, wskazująca na posługiwanie się przez niego wariantem herbu Bochen.

## Herbowni
Oryginalnie Bochen (Bochan). Od posiadanej wioski: Chmieliński, niekiedy z Bochen w charakterze przydomka.